# Глейшер (Вашингтон)
Глейшер (англ. Glacier) — переписна місцевість (CDP) в США, в окрузі Вотком штату Вашингтон. Населення — 300 осіб (2020).

## Географія
Глейшер розташований за координатами 48°53′31″ пн. ш. 121°55′55″ зх. д. / 48.89194° пн. ш. 121.93194° зх. д. (48.891896, -121.932059).  За даними Бюро перепису населення США в 2010 році переписна місцевість мала площу 7,72 км², з яких 7,64 км² — суходіл та 0,08 км² — водойми.

## Демографія
Згідно з переписом 2010 року, у переписній місцевості мешкало 211 особа в 110 домогосподарствах у складі 52 родин. Густота населення становила 27 осіб/км².  Було 769 помешкань (100/км²).
Расовий склад населення:
| - 96,2 % — білих - 0,5 % — вихідців з тихоокеанських островів |

До двох чи більше рас належало 3,3 %. Частка іспаномовних становила 2,4 % від усіх жителів.
За віковим діапазоном населення розподілялося таким чином: 12,3 % — особи молодші 18 років, 75,9 % — особи у віці 18—64 років, 11,8 % — особи у віці 65 років та старші. Медіана віку мешканця становила 39,4 року. На 100 осіб жіночої статі у переписній місцевості припадало 142,5 чоловіків;  на 100 жінок у віці від 18 років та старших — 140,3 чоловіків також старших 18 років.
Цивільне працевлаштоване населення становило 14 особи. Основні галузі зайнятості: будівництво — 100,0 %.